# Oskar Larsen

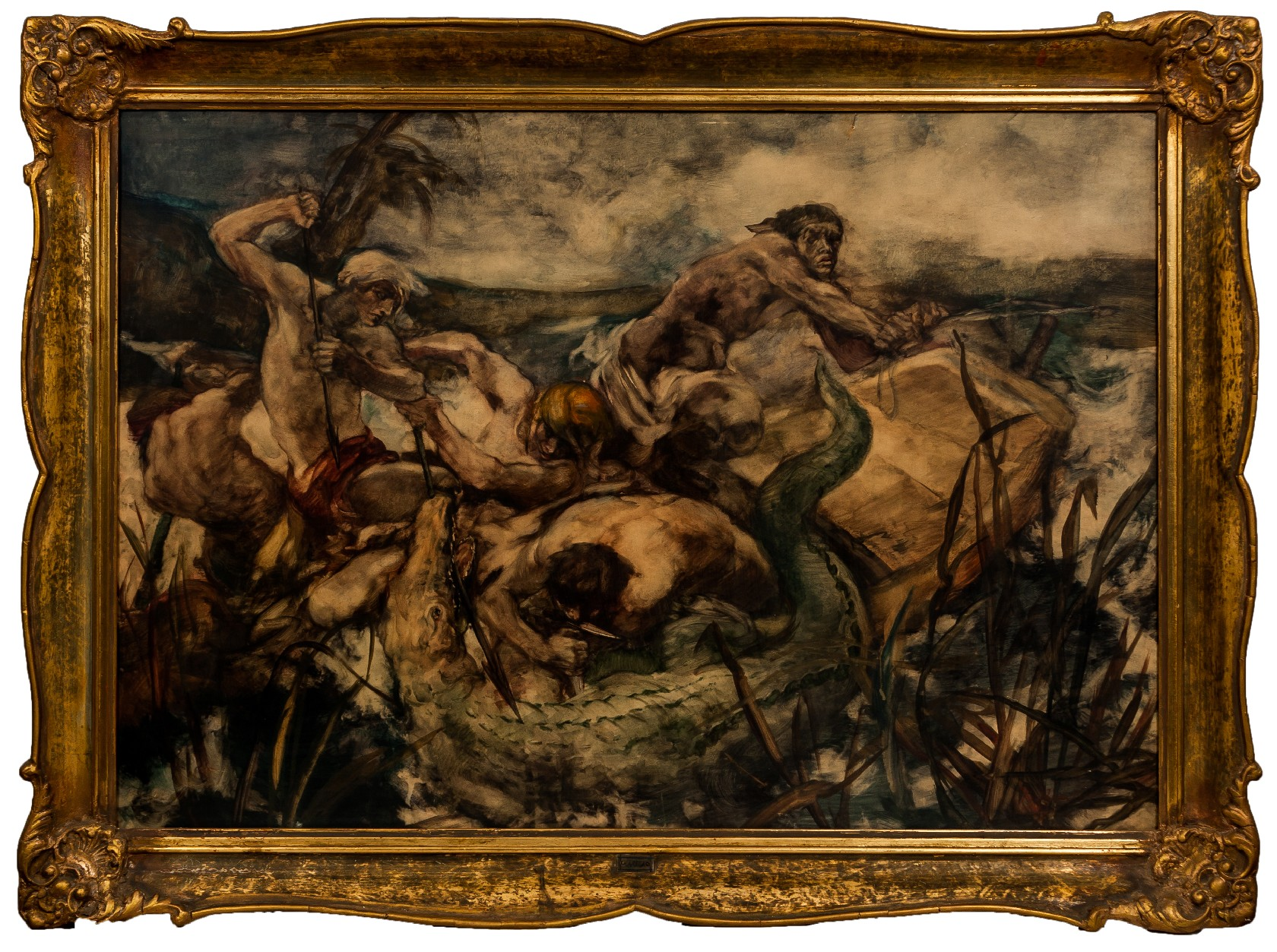
Krokodiljagd (Datum unbekannt)

Oskar Larsen (* 8. Juli 1882 in Wien; † 12. September 1972 ebenda) war ein österreichischer Historien- und Genremaler sowie Grafiker.

## Leben
Larsen wurde als Sohn des dänischen Malers Carl Christian Larsen geboren. Von 1897 bis 1901 besuchte er die Graphische Lehr- und Versuchsanstalt in Wien unter Viktor Jasper und Joseph Eugen Hörwarter. Er ergänzte anschließend bis 1909 seine Ausbildung an der Wiener Kunstakademie unter Alois Delug.
Von 1906 bis 1909 arbeitete er gemeinsam mit Hubert Lanzinger und Alfred Buchta an Kartons für eine Folge von 14 Intarsien, die für das Rathaus in Bozen bestimmt waren. Im Ersten Weltkrieg war Larsen als Kriegsmaler tätig. Von 1932 bis 1942 hielt er sich in Deutschland auf.
Werke mit biblischen und mythologischen Bezügen waren die bevorzugten Werke Larsens. Wegen ihrer reichen Phantasie und unverwechselbaren Farbgebung trugen sie dem Künstler schon zu Lebzeiten den Ruf eines Malerpoeten ein. Seine Gemälde Raub der Sabinerinnen und Schlaraffenland werden im Wien Museum verwahrt.
Oskar Larsen wurde am 20. September 1972 in einem Ehrengrab auf dem Wiener Zentralfriedhof (Gruppe 40, Nr. 3) bestattet.

## Mitgliedschaften
- Mitglied des Wiener Künstlerhauses
- Mitglied der Royal Academy of Arts in London

## Auszeichnungen
- 1924: Preis der Stadt Wien für Publizistik
- 1969: Wiener Ehrenmedaille in Silber
- 1975: Goldener Lorbeer des Wiener Künstlerhauses

## Werke (Auswahl)
- 1916: Frau und Kinder in einer Landschaft
- 1917: Rast auf der Flucht nach Ägypten
- 1918: Orpheus
- 1919: Begegnung
- 1924: Maienabend
- 1929: Idylle
- 1932: Diana
- 1938: Der Himmel au Erden
- 1947: Schwebendes Paar
- 1951: Bacchanal
- 1959: Der Schutzengel